# بطريق منتصب التاج
البطريق مُنتصِب التاج (الاسم العلمي: Eudyptes sclateri) هو بطريق مستوطن في نيوزيلاندا. ويُفرخ حصراً في جزر باونتي والمتناظرة. أجزائه العُلوية سوداء أما السُفلية بيضاء اللون ولديه عُرف من الريش الأصفر على رأسه. يٓشتو في البحر ولا يُعرف الكثير حول عاداة تكاثره. يُعتقد أن الجمهرات في تناقصت خلال العقود القليلة الماضية من القرن العشرين، تم تصنيفه من قِبل الاتحاد الدولي لحفظ الطبيعة على أنه نوع مهدد بالانقراض.